# Pascoit
Pascoit ist ein sehr selten vorkommendes Mineral aus der Mineralklasse der „Oxide (sowie Hydroxide, V[5,6]-Vanadate, Arsenite, Antimonite, Bismutite, Sulfite, Selenite, Tellurite und Iodate)“. Er kristallisiert im monoklinen Kristallsystem mit der idealisierten chemischen Zusammensetzung Ca3(V10O28)·17H2O und ist damit chemisch gesehen ein wasserhaltiges Calcium-Decavanadat, das strukturell zu den [6]Sorovanadaten (Gruppenvanadaten) gehört.
Die Typlokalität des Pascoits ist die 30 km nordwestlich von Huayllay und 40 km südwestlich von Cerro de Pasco gelegene Vanadium-Lagerstätte der „Ragra Mine“ („Minasragra“) (Koordinaten der V-Lagerstätte Minasragra) im District Huayllay, Provinz Pasco, Region Pasco (bis 1944 im Departamento Junín), Peru.
Ursprünglich fand sich das Mineral an seiner Typlokalität hauptsächlich in Form von krustigen Aggregaten aus winzigen Körnern und Clustern von Körnern, die nur selten winzige Kristallflächen erkennen lassen. Später wurden in den körnigen Krusten auch winzige, lattenförmige Kristalle mit abgeschrägten Endflächen identifiziert.

## Etymologie und Geschichte

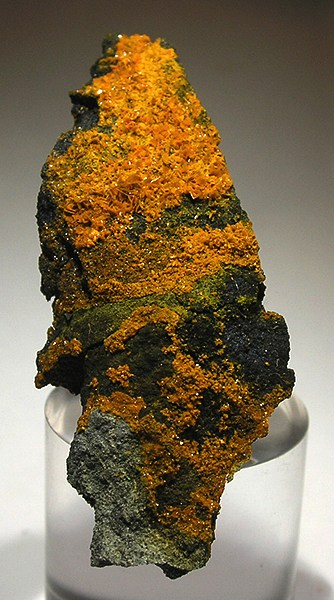
Orangefarbene Pascoit-Kristalle. „Ponto No. 3 Claim“, Gypsum Valley District, San Miguel Co., Colorado, USA (Größe: 5 cm × 2,5 cm × 1 cm)

Am 20. November 1905 entdeckte eine Expedition des United States Geological Survey unter Führung des US-amerikanischen Geologen und Mineralogen Donnel Foster Hewett sowie José J. Bravo auf dem Gebiet der Hacienda Quisque bei Cerro de Pasco in Peru die Mina Ragra – die sich später als die weltweit größte Vanadium-Lagerstätte erweisen sollte. Hewett untersuchte auch als Erster die Mineralogie der Lagerstätte und veröffentlichte dazu mehrere Arbeiten. Unter den von ihm beobachteten und mit in die USA gebrachten Mineralen war auch eines, welches sich nicht an der Erdoberfläche, sondern ausschließlich in den Erkundungsstollen nach deren Auffahrung gebildet hatte. Eine vorläufige Analyse dieses Minerals war bereits im Labor des U.S. Geological Survey angefertigt worden.
Mehrere Jahre später untersuchte William Francis Hillebrand erneut das Material, welches Hewitt aus Peru mit in die Vereinigten Staaten gebracht hatte. Neben der ersten Beschreibung der beiden Minerale Hewettit und Metahewettit gelang dabei auch die Bestimmung eines weiteren neuen Minerals. Im Jahre 1914 erfolgte die wissenschaftliche Erstbeschreibung aller drei Minerale durch eine Team aus US-amerikanischen Mineralogen und Chemikern mit William Francis Hillebrand, Herbert Eugene Merwin und Fred E. Wright im US-amerikanischen Wissenschaftsmagazin „Proceedings of the American Philosophical Society“. Das dritte, von Hewitt nur unter Tage angetroffene Mineral wurde von den Autoren Pascoit (englisch Pascoite) genannt. Sie benannten das Mineral nach der Provinz Pasco in Peru, in welcher sich die Typlokalität des neuen Minerals befand.
Das Typmaterial für Pascoit wird in der Sammlung des „Mineralogical & Geological Museum“ der Harvard University in Cambridge, Massachusetts, USA, (Katalognummer 101701) sowie in der Sammlung des zur Smithsonian Institution gehörenden National Museum of Natural History, Washington, D.C., USA, (Katalognummern NMNH-87662 und NMNH-93297) aufbewahrt.

## Klassifikation
In der veralteten 8. Auflage der Mineralsystematik nach Strunz gehörte der Pascoit zur Mineralklasse der „Oxide und Hydroxide“ und dort zur Abteilung „Hydroxide“, wo er gemeinsam mit Huemulit und Hummerit sowie im Anhang mit Melanovanadit und Sherwoodit in der „Pascoit-Hummerit-Gruppe“ mit der Systemnummer IV/F.08 steht.
In der zuletzt 2018 überarbeiteten Lapis-Systematik nach Stefan Weiß, die formal auf der alten Systematik von Karl Hugo Strunz in der 8. Auflage basiert, erhielt das Mineral die System- und Mineralnummer IV/G.01-030. Dies entspricht der Klasse der „Oxide und Hydroxide“ und dort der Abteilung „Vanadiumoxide (Polyvanadate mit V4+/5+)“, wo Pascoit zusammen mit Bluestreakit, Burroit, Gunterit, Huemulit, Hughesit, Hummerit, Kokinosit, Lasalit, Magnesiopascoit, Nashit, Postit, Rakovanit, Schindlerit, Sherwoodit und Wernerbaurit die „Gruppenvanadate“ mit der Systemnummer IV/G.01 bildet.
Die von der International Mineralogical Association (IMA) zuletzt 2009 aktualisierte 9. Auflage der Strunz’schen Mineralsystematik ordnet den Pascoit in die Klasse der „Oxide (Hydroxide, V[5,6]-Vanadate, Arsenite, Antimonite, Bismutite, Sulfite, Selenite, Tellurite, Iodate)“ und dort in die Abteilung „V[5,6]-Vanadate“ ein. Hier ist das Mineral in der Unterabteilung „[6]-Gruppenvanadate (Sorovanadate)“ zu finden, wo es zusammen mit Lasalit und Magnesiopascoit die „Pascoitgruppe“ mit der Systemnummer 4.HC.05 bildet.
In der vorwiegend im englischen Sprachraum gebräuchlichen Systematik der Minerale nach Dana hat Pascoit die System- und Mineralnummer 47.02.01.01. Das entspricht der Klasse der „Phosphate, Arsenate und Vanadate“ und dort der Abteilung „Vanadium-Oxysalze“. Hier findet er sich innerhalb der Unterabteilung „Vanadium-Oxysalze (VmOn)“ in der „Pascoitgruppe“, in der auch Magnesiopascoit eingeordnet ist.

## Chemismus
Die erste nasschemische Analyse an Pascoit von der Typlokalität lieferte 64,6 % V2O5; 0,3 % MoO3; 12,6 % CaO; 7,8 % H2O+; 13,8 % H2O− und 0,9 % unbestimmt (Summe 100,0 %), woraus Hillebrand und Kollegen die (heute falsche) idealisierte Formel Ca2V6O17·11H2O ermittelten, welche Gehalte von 63,76 % V2O5; 13,10 %CaO und 23,14 % H2O (Summe 100,0 %) verlangt.
Mittelwerte aus drei Mikrosondenanalysen an Pascoit aus dem Steinbruch Prachovice in Tschechien lieferten 71,62 % V2O5; 13,68 %CaO; 0,12 % MgO; 0,11 % SiO2 und 24,41 % H2O (Summe 109,94 %). Daraus wurde auf der Basis von 13 apfu (Atome pro Formeleinheit) die empirische Formel (Ca3,06Mg0,04)Σ=3,10(V5+9,88Si0,02)Σ=9,90O27,84·17H2O ermittelt, die sich zu Ca3(V10O28)·17H2O vereinfachen lässt und Gehalte von 5,71 % V2O5; 12,16 %CaO und 22,13 % H2O (Summe 100,00 %) verlangt.
Pascoit ist eines von zwölf durch die IMA anerkannten Mineralen mit der Elementkombination Ca–V–O–H. Zu den anderen gehören Calciodelrioit, Ca(VO3)2·4H2O; Hendersonit, (Ca,Sr)1,3V6O16·6H2O; Hewettit, CaV6O16·9H2O; Hydropascoit, Ca3(V10O28)·24H2O; Melanovanadit, Ca(V5+,V4+)4O10·5H2O; Metahewettit, CaV6O16·3H2O; Metarossit, Ca(V2O6)·2H2O; Pandorait-Ca, CaV4+5V5+2O16·3H2O; Pintadoit, Ca2(V2O7)·9H2O; Rossit, Ca(VO3)2·4H2O; und Simplotit, CaV4+4O9·5H2O. Unter diesen enthält lediglich Hydropascoit das [V10O28]6−-Decavanadat-Polyanion, weist jedoch andere Kristallwassergehalte auf. Hydropascoit ist also das wasserreichere Analogon des wasserärmeren Pascoits.
Okieit, Mg3[V10O28]·28H2O, ist das Mg2+-dominante und deutlich kristallwasserreichere Analogon zum Ca2+-dominierten und wasserärmeren Pascoit. Magnesiopascoit, Ca2Mg(V10O28)·16H2O, ist ein wasserärmeres Analogon des Pascoits, bei dem ein Calcium-Atom durch ein Magnesium-Arom ersetzt ist.

## Kristallstruktur
Pascoit kristallisiert im monoklinen Kristallsystem in der Raumgruppe C2/m (Raumgruppen-Nr. 12) mit den Gitterparametern a = 19,5859 Å, b = 10,1405 Å, c = 10,9110 Å und β = 120,815° sowie zwei Formeleinheiten pro Elementarzelle.
| Kristallstruktur von Pascoit |
| - Räumliche Darstellung in der kristallographischen Standardausrichtung - Mit Blickrichtung parallel zur a*-Achse - Mit Blickrichtung parallel zur b-Achse - Mit Blickrichtung parallel zur c*-Achse |
| Farblegende: _ V 0 _ Ca 0 _ O 0 _ H |

In der Kristallstruktur des Pascoits (vergleiche dazu die nebenstehende Strukturdarstellungen) besteht die Struktureinheit (bzw. der anionische Komplex) aus dem Decavanadat-Polyanion (bzw.-Oxyanion) [V10O28]6−, wie er auch im Hummerit und zahllosen synthetischen Vanadaten gefunden wird. Der Decavanadat-Polyanion-Komplex wird aus zehn verzerrten Oktaedern mit gemeinsamen Kanten gebildet. Die Verbindung der Decavanadat-Gruppen vollzieht sich über einen interstitiellen Komplex, der durch die kationische {Ca3(H2O)17}6+-Gruppe gebildet wird. Alle Sauerstoff-Atome des interstitiellen Komplexes treten in (H2O)-Gruppen auf, im Gegensatz zur Struktureinheit, die keine Wasserstoff-Atome enthält. Im interstitiellen Komplex existieren zwei diskrete Ca-Atome.
Auf jeder spezifischen C1-Position ist das Zentralatom mit den vier vollständig besetzten Sauerstoff-Positionen O10 2 und O11 2 verbunden, die eine Äquatorebene bilden. Zusätzlich ist das Ca1-Kation mit mehreren Kombinationen der beiden halb besetzten O13X-Positionen verbunden, welche die „Apizes“ des Polyeders bilden. Ca1 kann mit zwei trans-O13A-Atomen verbunden sein, was zur Ca1O6-Koordination führt. Alternativ kann das Ca1-Atom mit einem O13A auf der einen Seite der Äquatorebene und mit zwei O13B-Atomen auf der gegenüberliegenden Seite verbunden sein, was zur Ca1O7-Koordination führt. Schließlich kann das Zentralatom mit den beiden O13B-Atomen auf beiden Seiten der Äquatorebene verbunden sein, was die Ca1O8-Koordination ergibt.
Das Ca2-Atom in Ca2O7-Koordination ist ebenfalls mit fehlgeordneten Sauerstoff-Atomen verbunden und bildet ein Ca2O7-Polyeder. Ca2 ist dabei mit den Sauerstoff-Atomen O1, O5, O14 (× 2) und O15 verbunden; darüber hinaus ist Ca2 mit zwei Sauerstoff-Atomen O12X – entweder O12A oder O12B – verbunden. Das zentrale Kation kann an zwei O12A-Atome, zwei O12B-Atome oder ein O12A- und ein O12B-Atom gegebunden sein, womit das Ca2O7-Polyeder komplettiert wird.
Untersuchungen der Struktur von Phasen mit der Decavanadat-Polyanion-Struktureinheit und mit einfachen mono-, di- und trivalenten Kationen im interstitiellen Komplex zeigen, dass die Summe der von den interstitiellen Kationen ausgehenden Bindungen mit der Anzahl der (H2O)-Gruppen pro Kation korreliert.

## Eigenschaften
“The brilliant orange crusts of pascoite that form on the blue-black vanadium oxide pockets in the Colorado mines make a striking underground display under the miner’s lamp”

„Die glänzenden orangefarbenen Krusten des Pascoits, die sich in den Bergwerken in Colorado auf dem blauschwarzen Vanadiumoxid bildeten, bieten bei Beleuchtung mit der Grubenlampe einen eindrucksvollen Anblick“

### Morphologie
An seiner Typlokalität fand sich Pascoit hauptsächlich in Form von krustigen Aggregaten aus winzigen Körnern und Clustern von Körnern, die nur selten winzige Kristallflächen erkennen lassen. Später wurden in den körnigen Krusten auch winzige, lattenförmige Kristalle mit abgeschrägten Endflächen identifiziert, an denen Harry Berman zufolge die Flächenformen {010}, {110}, {110}, {111}, {111} und {131} identifiziert worden sind. Das Prisma {110} ist parallel der c-Achse [001] und das Prisma {111} parallel {101} gestreift.

### Physikalische und chemische Eigenschaften
Pascoit-Kristalle sind dunkel rot-orange bis gelb-orange gefärbt. Bei teilweiser Dehydration verändert sich ihre Farbe zu schmutziggelb. Die Strichfarbe des Pascoits wird mit cadmiumgelb angegeben. Die Oberflächen der durchscheinenden Kristalle zeigen einen charakteristischen glasartigen bis halbdiamantartigen Glanz. Pascoit besitzt entsprechend diesem Glas- bis Halbdiamantglanz eine hohe Lichtbrechung (nα = 1,775; nβ = 1,815; nγ = 1,825) und eine hohe Doppelbrechung (δ = 0,050). Der optisch zweiachsig negative Pascoit weist einen optischen Achsenwinkel 2V von 50° bis 56° und eine starke Dispersion mit r > v auf. Im durchfallenden Licht zeigt das Mineral gelbliche bis orangefarbene Töne mit einem deutlichen Pleochroismus von X = hell cadmiumgelb über Y = cadmiumgelb nach Z = orange.
Pascoit besitzt eine deutliche Spaltbarkeit nach {010}. Er bricht ähnlich wie Quarz, wobei die Bruchflächen muschelig ausgebildet sind. Pascoit weist eine Mohshärte von ≈ 2,5 auf und gehört damit zu den weichen bis mittelharten Mineralen, die sich ähnlich gut wie die Referenzminerale Calcit (Härte 3) mit einer Kupfermünze bzw. Fluorit (Härte 4) leicht mit einem Taschenmesser ritzen lassen. Die gemessene Dichte für natürliche Pascoit-Kristalle beträgt 2,455 g/cm³, die berechnete Dichte wurde mit 2,465 g/cm³ ermittelt.
Pascoit ist leicht in kaltem Wasser, H2O, löslich und schmilzt leicht unter Bildung einer tiefroten Flüssigkeit. Bei Raumtemperatur findet praktisch kein Wasserverlust statt, solange die Luftfeuchtigkeit nicht auf Werte nahe Null reduziert wird. Bei teilweiser Dehydration über P2O5 bleibt die Farbe nicht orange, sondern verändert sich zu schmutziggelb. Nach anschließender Rehydration an feuchter Luft ist die Farbe des Pascoits heller gelb – ohne eine Spur des ursprünglichen Orange.

## Bildung und Fundorte
Als seltene Mineralbildung wurde der Pascoit bisher (Stand 2019) von circa achtzig Fundpunkten beschrieben. Die Typlokalität für Pascoit ist die 30 km nordwestlich von Huayllay und 40 km südwestlich von Cerro de Pasco gelegene Vanadium-Lagerstätte der „Ragra Mine“ („Minasragra“, „Minas Ragra“) im District Huayllay, Provinz Pasco, Region Pasco (bis 1944 im Departamento Junín), Peru.
Minas Ragra gehört zu den Asphalt- bzw. Bitumenvorkommen, die mesozoischen Sedimenten eingelagert sind und im weitesten Sinne als metamorphe organische Substanz aufzufassen sind. Minas Ragra, die größte dieser Lagerstätten in den Anden, stellt eine trichterförmige Bildung dar, die in ihrem zentralen Teil aus Koks besteht, welcher derbe Partien feinkörnigen Patrónits enthält, der von Quisqueit umgeben ist. Der Quisqueit ist eine vanadiumreiche, braunkohlenähnliche Masse, die in graue Schiefer übergeht. Reicherze aus der Oxidationszone von Minas Ragra enthalten bis zu 20 % V2O5. Patrónit, ein Vanadiumsulfid mit der Formel VS4, hat in Minas Ragra ebenfalls seine Typlokalität. Das Nebengestein der Minas Ragra wird von Tonschiefern, Sandsteinen und cretazischen dünnbankigen Kalksteinen gebildet.
Das Vanadium ist in Minas Ragra an vanadiumführende Kohlenwasserstoffe (Bitumen, Asphalt etc.) gebunden. Das Bitumen von Minas Ragra stellt eine stark schwefelhaltige Varietät (Quisqueit) dar, in dem Vanadium Segregationen in Form von Einschlüssen und Gängchen des Vanadiumsulfids Patrónit bildet. Untersuchungen des Bitumens haben gezeigt, dass es aus unterschiedlichen Phasen mit variierenden Schwefelgehalten besteht, die möglicherweise sukzessive Perioden von Kohlenwasserstoff-Mobilisierung anzeigen.
Bereits ein Jahr nach der Entdeckung im Jahre 1905 war die Lagerstätte unter der Vanadium Corporation of America aufgewältigt und entwickelte sich zum weltweit führenden Vanadium-Lieferanten. Im Jahre 1914 kamen 75 % aller weltweit geförderten Vanadiumerze aus Minas Ragra in Peru. Später war Vanadium lediglich Beiprodukt des Uranbergbaus – das wichtigste Uran-Erzmineral war Carnotit. Im Jahre 1955 wurde das Bergwerk abgeworfen.
Pascoit ist ein typisches Sekundärmineral und bildete sich an seiner Typlokalität erst nach Auffahrung der Vanadium-Lagerstätte als Ausblühung an den Stollenwänden. An anderen Fundstellen entsteht er als Auslaugungsprodukt oberflächennaher Vanadiumoxide durch Grundwässer.
An seiner Typlokalität wird Pascoit nur von Hewettit begleitet. Typische Begleitminerale in anderen Lagerstätten und Vorkommen sind Carnotit, Metarossit, Montroseit, Rossit, Lasalit, Corvusit, Sherwoodit, Ansermetit, Duttonit und Coffinit.
Neben der Typlokalität existieren noch weitere Fundstellen für Pascoit. Zu ihnen zählen:
- die „Luniao Mine“ auf dem Gebiet des Stadtbezirks Yuhang, Unterprovinzstadt Hangzhou, Provinz Zhejiang, Volksrepublik China
- die „Grube No. 21“ (Schacht No. 21) in Háje bei Hřiměždice unweit Příbram, Středočeský kraj, Tschechien[22]
- der Kalksteinbruch „Prachovice“, Pardubický kraj, Ostböhmen, Tschechien[13]
- die „Liebenbergit-Schlackenhalde“ unweit des Dorfes Agios Konstantinos (Kamariza) (neugriechisch Αγ. Κωνσταντίνος (Καμάριζα)) unweit Plaka, Bergbaudistrikt Lavrion, Region Attika, Griechenland
- die „Miniera di Molinello“ und die „Miniera di Gambatesa“ („Miniera di Valgraveglia“) am Monte Copello bei Reppia, beide im Val Graveglia bei Ne, Metropolitanstadt Genua, Ligurien, Italien
- die Cu, Co und Ni führenden Vanadium-Uran-Konkretionen des Red-Bed-Aufschlusses „Littleham Bay“ bei Budleigh Salterton, District East Devon, Devon, England, Vereinigtes Königreich
- die „Zona No. 1 Mine“ (Zona No. 1 Property) in den Carrizo Mountains (Carrizo Range) bei Carrizo (Arizona), Apache County, Arizona, USA
- die „4b Mine“, die „Mesa No. 1 Mine“, die „Mesa No. 5 Mine“, und die „Mesa No. 6 Mine“, alle in den Lukachukai Mountains, Apache Co., Arizona, USA
- die „Monument No. 2 Mine“ beim Monument No. 2 Channel, Yazzi Mesa, Monument Valley, Apache Co., Arizona, USA
- die „Garfield Mine“ und die „Rifle Mine“ (mit Oriole Claims; Rifle Creek Mine; North Star Claims), beide in der East Rifle Creek Area, Garfield Co., Colorado, USA
- die „La Sal No. 2 Mine“ am Beaver Mesa und die „Packrat Mine“ bei Gateway im Gateway District, beide im Mesa County, Colorado, USA[23]
- die „Blue Streak Mine“ im Bull Canyon District, Montrose County, Colorado, USA[24]
- die „American Eagle Mine“, die „Peanut Mine“ im Bull Canyon und die „Mill No. 1“, alle im Uravan District, Montrose Co., Colorado, USA
- die „Bitter Creek Mine“ und die „Henry Clay Mine“ (Henry Clay claim), Long Park, beide im Paradox Valley, Uravan District, Montrose Co., Colorado, USA
- der „Arrowhead Tunnel“ (Arrowhead Prospect; O'Neill's Claim), Bull Pen Canyon, San Miguel Co., Colorado, USA
- der „Willhunt Property“, Gypsum Valley District, San Miguel Co., Colorado, USA
- die „Jo Dandy Mine“ (Lone Wolf; Edward; Unpatented Claims: Joe Dandy; Wesley; Nifty), Lower San Miguel District, San Miguel Co., Colorado, USA
- die „Burro Mine“ (C-SR-13 Mesa), die „Cougar Mine“ (Cougar Ventures C-SR-15), die „Deremo Mine“ (Deremo – Snyder Mine; Deremo Shafts; Snyder Shaft), die „St Jude Mine“ im Gypsum Valley, die „Sunday Mine“, die „Veta Mad Mine“ (Veta Glad Mine) und die „West Sunday Mine“,[25] alle im Slick Rock District, San Miguel Co., Colorado, USA
- die zur Carnation Mine Group gehörende „Sunday Number Two Mine“ und die „Mucho Grande Mine“, beide im Uravan District, San Miguel Co., Colorado, USA
- der South Pit der „Getchell“ Mine am Adam Peak im Potosi District, Osgood Mountains, Humboldt Co., Nevada, USA
- die „Dysart No. 1 deposit“ (Rio de Oro deposit), die „Mary No. 1 Mine“, die „Poison Canyon Mine“ im Poison Canyon Area, die „Sandstone Mine“, die „Section 10 Mine“, die „Section 15 Mine“ sowie die „Section 22 Deposit“, alle im Ambrosia Lake Sub-district, alle im Grants District, McKinley County, New Mexico, USA
- die „Church Rock No. 1 Deposit“ im Church Rock Sub-district, Grants District, McKinley Co., New Mexico, USA
- die zu den „Eastside Mines“ gehörende „Shadyside Mine“ im Shiprock District, San Juan Co., New Mexico, USA
- der „Edgemont Uranium District“ im Fall River County, South Dakota, USA
- die zur „North Mesa Mine Group“ gehörenden Explorationsstollen „North Mesa Nos. 9 & 10“ im Bereich des Temple Mountain, San Rafael District (San Rafael Swell), Emery County, Utah, USA
- die „Butler No. 2 Mine“ am Crescent Creek in den Henry Mountains, Garfield Co., Utah, USA
- „Polar Mesa“ im Polar Mesa District, Grand County, Utah, USA

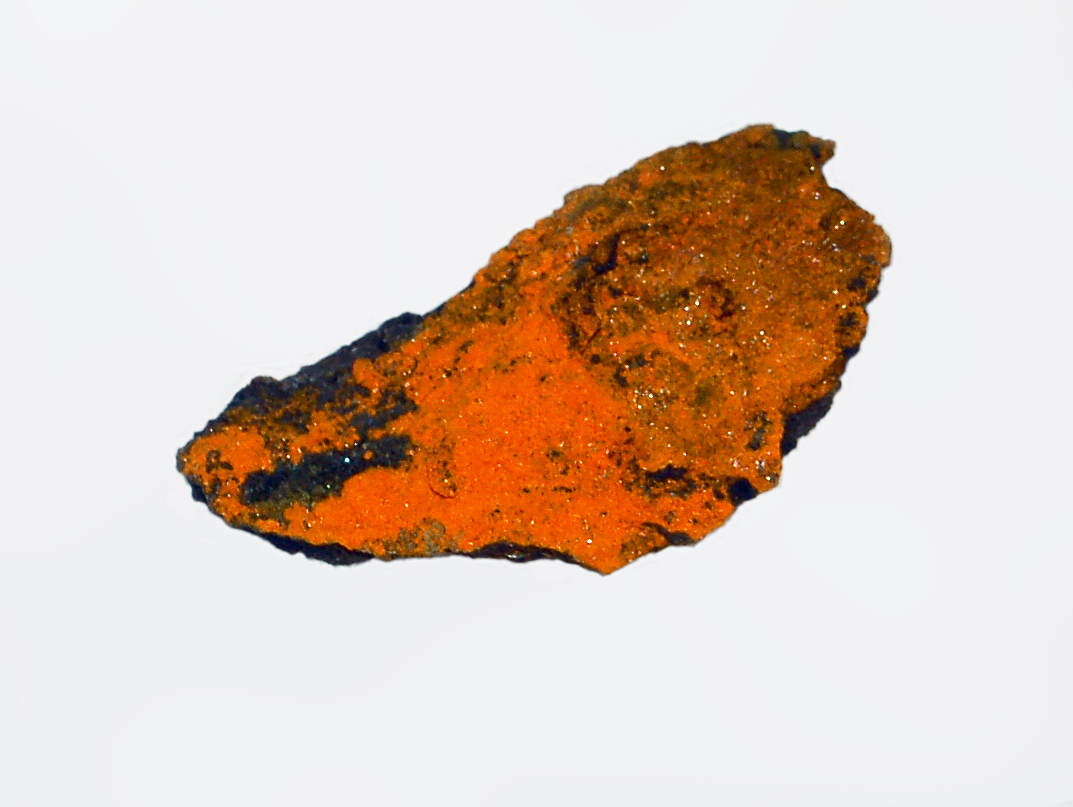
Kruste aus intensiv orangefarbenen Pascoit-Kristallen. „D-Day No. 2 Mine“ im Thompsons District (S. E. Thomsons), Grand Co., Utah, USA

- die zur AEC Group gehörende AEC No. 2, die „Black Ape Mine“ (Rich Lode), „Black Jack“ (Black Beauty; Yellowbird), die zur D-Day Mine Group gehörende „D-Day No. 1 Mine“, „Johns Incline“, die „McCoy Group“, die Telluride Mine bei Mollie Hogans, die „Rube Mine“ (Blacky No. 2), „Blackstone Incline“ am The Poison Strip sowie verschiedene U-V-Vorkommen ohne eigenen Namen, alle im Thompsons District (S. E. Thomsons), Grand Co., Utah, USA
- die „Little Eva Mine“ bei Yellow Cat Mesa im Thompsons District (S. E. Thomsons), Grand Co., Utah, USA[26][27]
- die „Parco Mine Group“, Yellow Cat Mesa im Thompsons District (S. E. Thomsons), Grand Co., Utah, USA
- die „Mi Vida Mine“ (Utex Mine) im Big Indian District (Big Indian Wash – Lisbon Valley Area), San Juan Co., Utah, USA
- die „Basin No. 1 Mine“ (Basin & Kiev), die „Big Hole Mine“ (Cliffhouse), „Cottonwood“ (Easter; Birthday; Shale), der „Found no. 2 claim“ sowie „Last Chance“, alle im Cottonwood Canyon District (N. of Bluff), San Juan Co., Utah, USA
- die „Pandora Mine“ und die „Vanadium Queen Mine“, beide bei La Sal im La Sal District (Paradox Valley District), San Juan Co., Utah, USA
- die „Blue Cap Mine“ im Lion Canyon, La Sal District (Paradox Valley District), San Juan Co., Utah, USA
- die „Firefly–Pigmay Mine“ und die „Little Peter Mine“, La Sal Quadrangle, San Juan Co., Utah, USA
- die zur Coal Bed Canyon Group zählende „West Cliff House No. 8 Mine“ im Montezuma Canyon, San Juan Co., Utah, USA

Fundstellen für Pascoit aus Deutschland, Österreich und der Schweiz sind damit unbekannt.

## Synthese
Pascoit lässt sich einfach durch Leaching der Oxide von Calcium und Vanadium mit Wasser synthetisieren, wobei eine orangefarbene Lösung mit einem pH-Wert von circa 4,6 entsteht. Eindunstung der Lösung bei Raumtemperatur lässt orangerote Pascoit-Kristalle entstehen. Auch aus in Wasser aufgelöstem Pascoit kann das Mineral rekristallisieren.

## Verwendung
Pascoit ist aufgrund seiner Seltenheit nur für den Sammler von Mineralen von Interesse.